# Condado de Madera
El condado de Madera (en inglés: Madera County), fundado en 1893, es uno de 58 condados del estado estadounidense de California. Según la Oficina del Censo de los Estados Unidos el año 2009, el condado tenía una población de 152 465 habitantes y una densidad poblacional de 22 personas por km². La sede del condado es Madera.

## Geografía
Según la Oficina del Censo, el condado tiene un área total de 5576.2 km², de la cual 5532.2 km² es tierra y 44 km² (10.18%) es agua.

### Condados adyacentes
- Condado de Mariposa (norte)
- Condado de Tuolumne & condado de Mono (noreste)
- Condado de Fresno (sur & oeste)
- Condado de Merced (oeste)

### Localidades

#### Ciudades
Chowchilla |
Madera 

#### Lugares designados por el censo
Ahwahnee |
Bass Lake |
Bonadelle Ranchos-Madera Ranchos |
Coarsegold |
Fairmead |
La Vina |
Madera Acres |
Nipinnawasee |
Oakhurst |
Parksdale |
Parkwood |
Yosemite Lakes 

#### Áreas no incorporadas
Ahwahnee Estates |
Bass Lake Annex |
Berenda |
Bonadelle Ranchos |
Bonadelle Ranchos Five |
Bonadelle Ranchos Nine |
Bonita |
Borden |
Cascadel Woods |
Central Camp |
Dairyland |
Daulton |
Fine Gold |
Fresno Crossing |
Gregg |
Hildreth |
Indian Lakes Estates |
Indian Springs |
Irrigosa |
Italian Swiss Colony |
Kismet |
Knowles |
Knowles Junction |
Lake Madera Country Estates |
Madera Country Club Estates |
Madera Highlands |
Madera Ranchos |
Minturn |
North Fork |
Notarb |
Old Corral |
O'Neals |
Raymond |
Ripperdan |
River Road Estates |
Rolling Hills |
San Joaquin River Estates |
Sharon |
Sierra Vista |
South Fork |
Storey |
Sugar Pine |
Sumner Hill |
The Pines |
Trigo |
Valley Lake Ranchos |
Whisky Falls |
Yosemite Forks |
Yosemite Lakes Park 

## Demografía
En el censo de 2000, había 123 109 personas, 36 155 hogares y 28 598 familias residiendo en el condado. La densidad poblacional era de 22 personas por km². En el 2000 había 40 387 unidades habitacionales en una densidad de 7 por km². La demografía del condado era de 62.23% blancos, 4.12% afroamericanos, 2.61% amerindios, 1.27% asiáticos, 0.17% isleños del Pacífico, 24.35% de otras razas y 5.25% de dos o más razas. 63.6% de la población era de origen hispano o latino de cualquier raza.
Según la Oficina del Censo en 2008 los ingresos medios por hogar en la localidad eran de $45 646, y los ingresos medios por familia eran $50 201. Los hombres tenían unos ingresos medios de $33 658 frente a los $24 415 para las mujeres. La renta per cápita para la localidad era de $19 479. Alrededor del 15.9% de la población estaban por debajo del umbral de pobreza.

## Transporte

### Principales autopistas
- Ruta Estatal 41
- Ruta Estatal 49
- Ruta Estatal 99
- Ruta Estatal 145
- Ruta Estatal 152